# Denis Charvet
Denis Charvet (Cahors, 12 de mayo de 1962) es un actor y ex–jugador francés de rugby que se desempeñaba como centro.

## Selección nacional
Fue convocado a Les Bleus por primera vez en marzo de 1986 para enfrentar a los Dragones rojos y disputó su último partido en febrero de 1991 frente al XV del Trébol. En total jugó 23 partidos y marcó seis tries y un penal para un total de 27 puntos (un try valía 4 puntos por aquel entonces).

### Participaciones en Copas del Mundo
Solo disputó una Copa del Mundo; Nueva Zelanda 1987 donde Les Bleus mostrarían un gran nivel a lo largo del torneo, ganaron su grupo concediendo solo un empate ante el XV del Cardo, derrotaron a los Wallabies en semifinales y perdieron la final ante los anfitriones; los All Blacks. Charvet jugó todos los partidos integrando la pareja de centros junto al legendario Philippe Sella y marcó dos dobletes.
| Mundial                       | Sede          | Resultado  | PJ | Tries |
| ----------------------------- | ------------- | ---------- | -- | ----- |
| Copa Mundial de Rugby de 1987 | Nueva Zelanda | Subcampeón | 6  | 4     |

## Palmarés
- Campeón del Torneo de las Seis Naciones de 1987 con Grand Slam y 1989.
- Campeón del Top 14 de 1984–85, 1985–86 y 1988–89.
- Campeón de la Copa de Francia de Rugby de 1988.